# Нефрит (мінерал)
Нефри́т — мінерал класу силікатів, щільний агрегат актиноліту чи тремоліту, мікроволокнистий різновид амфіболів. Використовують як виробне каміння.

## Етимологія та історія
Назва цього каменю походить від грец. νεφρός nephros — «нирка» (Авраам Ґотлоб Вернер, A.G.Werner, 1780). Синоніми: жад, камінь пунаму. В Китаї цей камінь називають ію або ію-тчі.
Назва нефрит походить від lapis nephriticus, яке, в свою чергу, походить від грецького λίθος νεφριτικός; νεφρός λίθος, що означає «камінь у нирках» і є латинською та грецькою версією іспанського piedra de ijada (походження нефриту та жадеїту). Відповідно, нефритовий нефрит колись вважався ліками від каменів у нирках.
За давнім повір'ям, камінь має цілющу та зміцнювальну дію, особливо на нирки, сечовивідні шляхи та сечовий міхур. Езотерики також вірять у його ефективність як цілющий камінь для зору, творчості тощо. 
Від раннього неоліту (7-е тисячоліття до н. е.) до пізнього енеоліту (5-е тисячоліття до н. е.) на Балканах (переважно в Болгарії; також у Греції, Сербії, Хорватії) відомо багато нефритових інструментів і амулетів. Такі предмети знаходять у пізньому неоліті Польщі, Сардинії (Італія) та Швейцарії. Поодинокі або лише окремі знахідки нефритових артефактів також повідомляються з деяких інших європейських країн. Кам'яні сокири, виготовлені з нефриту, були бажаними в неолітичній Європі та, через їх рідкість, були цінними інструментами.
Під час неоліту нефрит у Китаї використовували для утилітарних і церемоніальних виробів. Нефрит вважався «імператорським самоцвітом». Приблизно з найдавніших китайських династій і до теперішнього часу найбільше використовували родовища нефриту в регіоні Хотан у західній китайській провінції Сіньцзян. Родовища нефриту з інших районів Китаю, таких як Ланьтянь, Шеньсі, також інтенсивно розроблялися. З Королівства Хотан, на південній частині Шовкового шляху, щорічні виплати данини найціннішим білим нефритом надходили до китайського імператорського двору та перетворювалися в об’єкти мистецтва вправними майстрами, оскільки нефрит вважався більш цінним, ніж золото чи срібло. В 3000 році до н. е. нефритове виробництво в культурах Хуншань і Лянчжу на території Китаю досягло свого піку. У цей період знання нефритових ремесел поширилось через море на Тайвань і зрештою на Філіппіни. Предмети, виявлені у кількох місцях на Філіппінах, були зроблені з нефриту. Нефрит, виявлений на розкопках на Філіппінах, був двох типів: нефрит білий і зелений нефрит. Імпортований з Тайваню нефрит викликав на Філіппінах художні і технологічні інновації протягом першого тисячоліття нашої ери. Торгівля нефритом між двома країнами тривала з 500 р. до н. е. по 1000 рік н. е. Врешті-решт, місцеві філіппінські ремісники додали величезну кількість стилів і методів міжнародної нефритової промисловості. Ці навички та стилі досягли інших частин світу, таких як Нова Зеландія.
Різьблений нефрит був основним товаром торгівлі під час історичної Морської нефритової дороги, розгалуженої торговельної мережі, що з’єднувала кілька регіонів Південно-Східної та Східної Азії. Нефрит видобувався на сході Тайваню корінними народами Тайваню-анімістами та оброблявся в основному на Філіппінах корінними філіппінцями-анімістами. Деякі з них також оброблялися у В’єтнамі, тоді як жителі Малайзії, Брунею, Сінгапуру, Таїланду, Індонезії та Камбоджі також брали участь у величезній мережі торгівлі нефритом під керівництвом анімістів, де також торгували іншими товарами. Більшість учасників мережі на той час були анімістами. Морська нефритова дорога є однією з найрозгалуженіших морських торговельних мереж одного геологічного матеріалу в доісторичному світі. Вона існувала принаймні 3000 років, пік виробництва нефриту в цьому регіоні припав на період з 2000 до н.е. до 500 року н.е.
Нефрит у Новій Зеландії відомий як pounamu мовою маорі та високо цінується, оскільки відіграє важливу роль у культурі маорі. Він вважається таонгою, або скарбом, і тому охороняється відповідно до Договору Вайтангі. Південний острів Нової Зеландії називається Те-Вай-Поунаму мовою маорі — «земля води Зеленого каменю» — тому що саме там він зустрічається.
З нього виготовляють зброю та прикраси; зокрема мере (коротка булава) і хей-тікі (підвіска на шию). Вважається, що вони мають власну ману (престиж), передаються як цінні реліквії та часто даруються для скріплення важливих угод. Він також використовувався для ряду інструментів, таких як тесла, і використовувався для виготовлення цвяхів, які використовуються в будівництві, оскільки маорі не мали металу до контакту з Європою.
Ювелірні прикраси з нефриту маорі, які зазвичай називають «зеленим каменем», користуються великою популярністю серед туристів. Камінь часто імпортується з Канади, Китаю та Сибіру, існує схема сертифікації pounamu для перевірки автентичності новозеландського каменю.
Завдяки звітам про подорожі польсько-німецького природознавця шотландського походження, мандрівника Георга Форстера тільки в кінці XVIII століття стало відомо, що корінні жителі Нової Зеландії використовували нефрит для виготовлення долот, сокир і бойових сокир (патту-паттух).

## Загальний опис
Хімічна формула: Ca2(Mg, Fe)5 [Si4O11]2(OH, F)2 або  Ca2(Mg, Fe)5Si8O22(OH)2. Домішки Cr, Fe і Ni.
Монопризматичний. Форми виділення: мікрокристалічні агрегати повстяної структури, дуже щільні і в'язкі маси.
Густина 2,9—3,0 г/см³. Твердість 5,5—6,5. Блиск жирний, восковий. Злам занозистий. Добре полірується.
Нефрит має широку палітру кольорів:
- Білий
- Зелений — всі відтінки (жовтий, трав'янистий, смарагдовий, болотяний). Найпоширеніший колір
- Коричневий
- Чорний

Білі, сіруваті, блакитні, червоні та фіолетові різновиди нефриту рідкісні. Найціннішим у Китаї є білий колір. Забарвлення залежить від вмісту заліза та домішок хрому та марганцю. Вище цінуються зразки з однотонним забарвленням, ніж з нерівномірним (смугастим, плямистим, «хмарним»).
Однією з цінних якостей цього мінералу є його висока ударна в'язкість — нефрит важко піддається розколу (важче розколоти тільки жадеїт). 
Родовища приурочені до серпентинітів, рідше до доломітових мармурів.
Розповсюдження: Гарцбург (Гарц, ФРН), долина Обергальбштейн (Граубюнден, Швейцарія), Ла-Спеціа (Лігурія, Італія), гори Куень-Лунь (Зах. Сіньцзян, Китай), Зах. Байкал (Росія), Коуелл (Австралія), Йорданув (Польща), шт. Вайомінг (США), район річки Теремакау (Нова Зеландія) тощо.
Нефрит використовують як виробний камінь і як унікальний матеріал для виготовлення ювелірних та декоративно-художніх виробів.

Вироби з нефриту
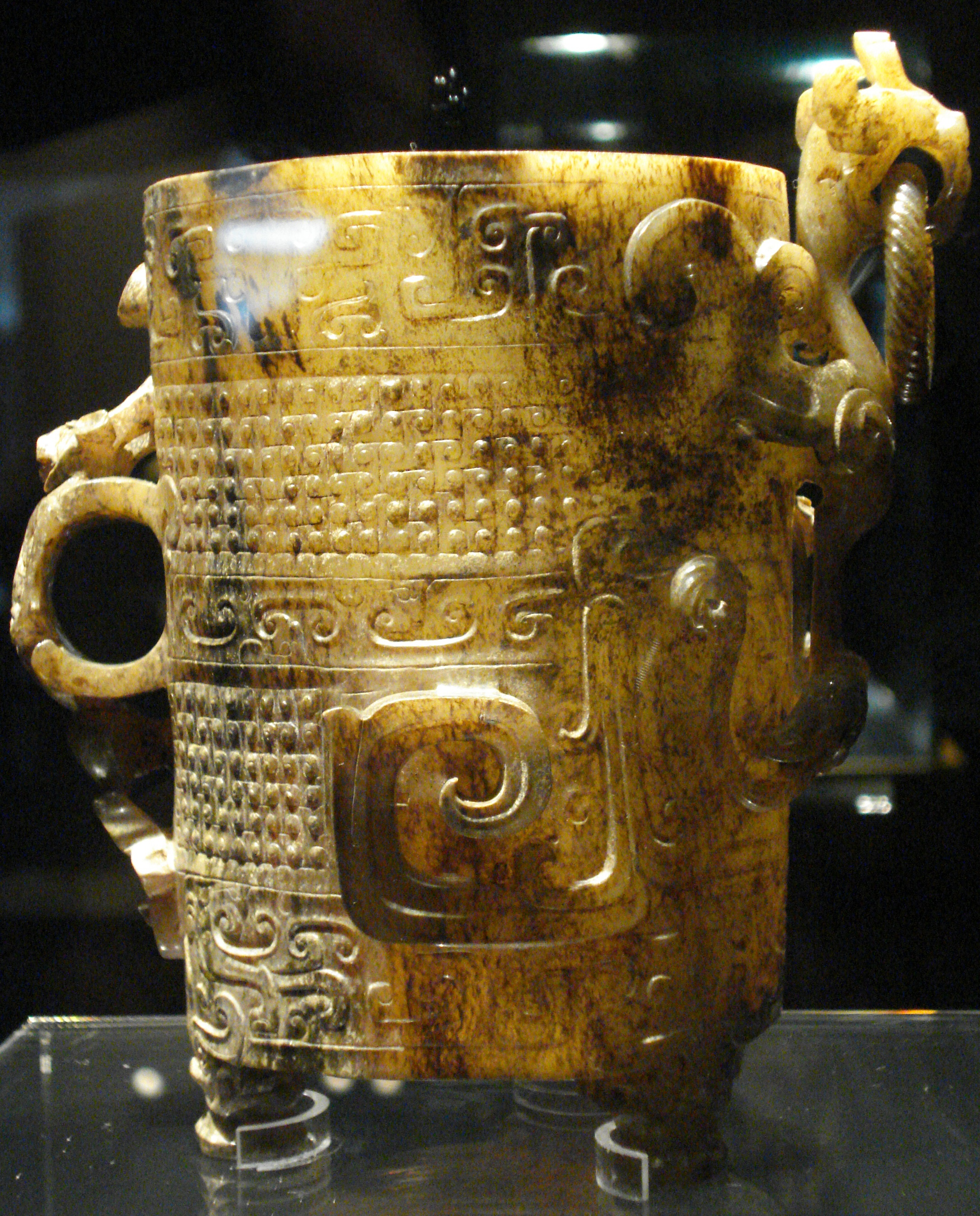
border
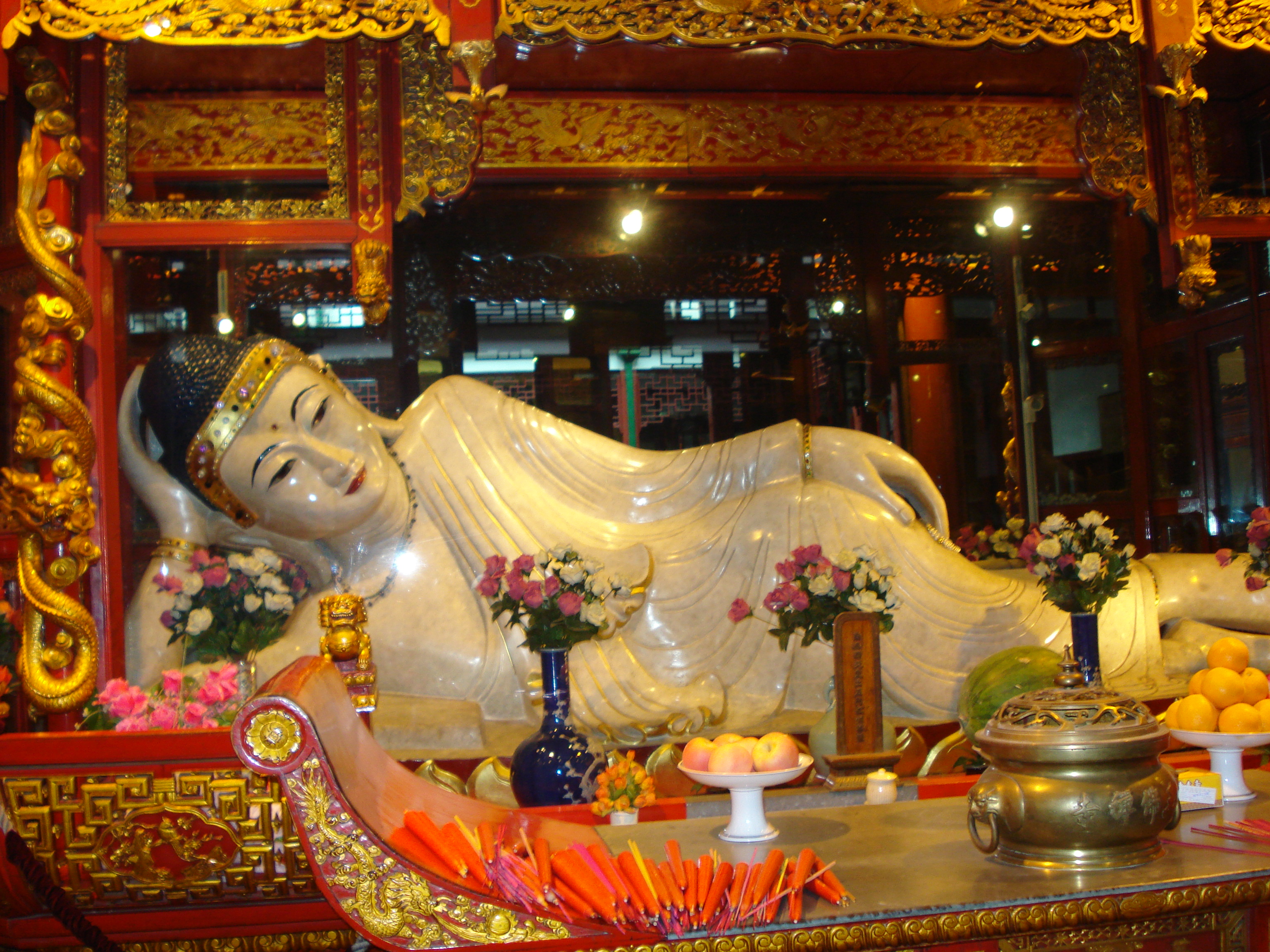
Нефритовий Будда
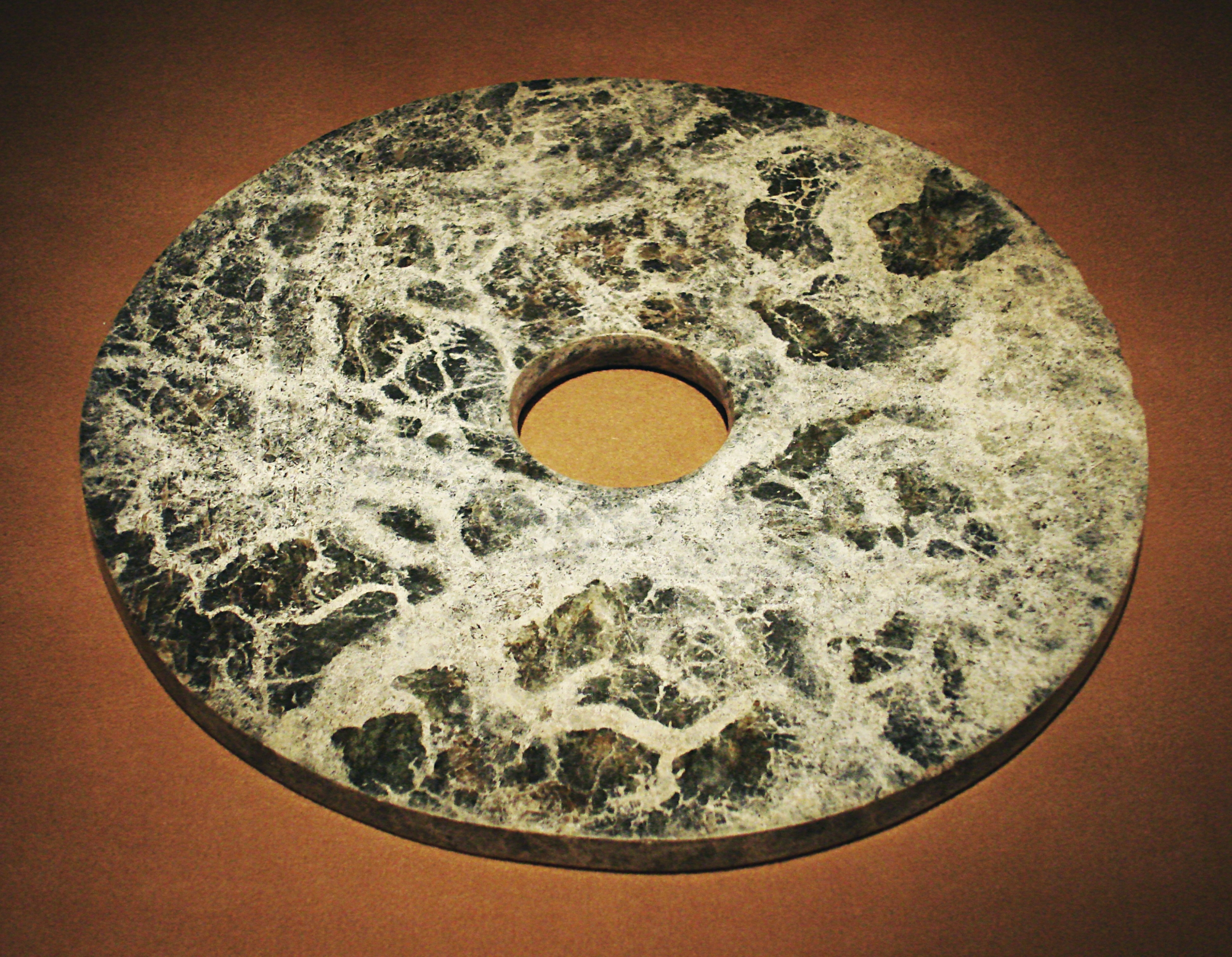
Нефритовий диск - релігійний символ сили та військової звитяги
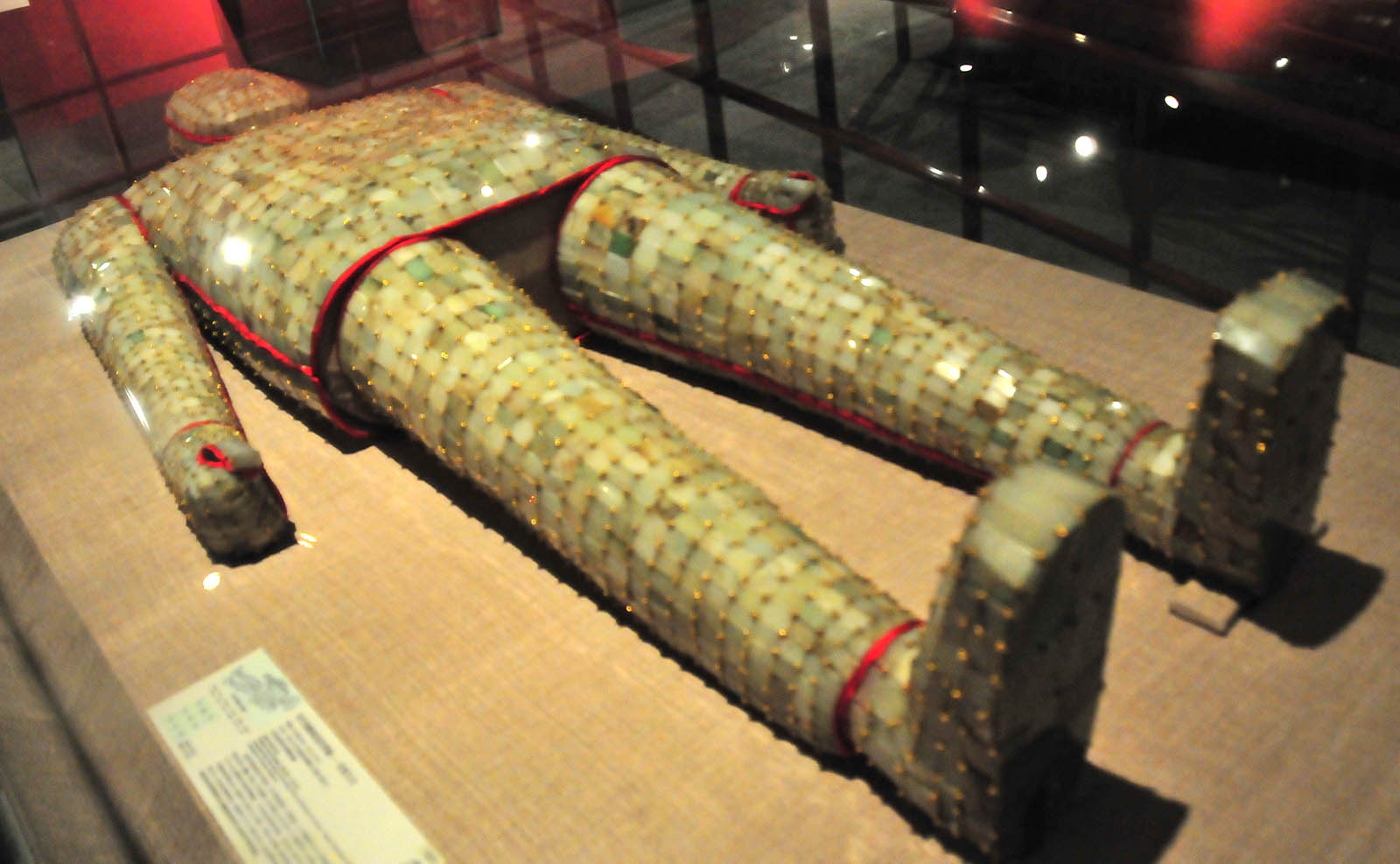
Посмертне вбрання правителя Китаю Лю Чеа 113 р. до н.е.